# Mitch Pileggi
Mitchell Craig "Mitch" Pileggi (Portland, Oregon, 1952. április 5. –) amerikai színész.
Olyan televíziós sorozatban szerepelt, mint az X-akták, a Csillagkapu: Atlantisz és az Odaát.

## Élet és pályafutása
Testvéreivel Oregonban nőtt fel. Az apa munkája miatt a család gyakran ingázott Oregon, Kalifornia és Texas államok között. Ifjúkorát Törökországban töltötte.
Középiskolásként aktívan sportolt, pankrációval és amerikai futballal foglalkozott. A Texasi Egyetemen, Austinban folytatta tanulmányait és üzleti diplomát szerzett.
Első felesége Debbie Andrews volt, akivel 1978-tól 1983-ig élt együtt. 1996-ban elvette Arlene Warrent. Egy lányuk született, Sawyer (1998. május 24.). Warrent és Pileggit David Duchovny mutatta be egymásnak, aki később fontos szerepet töltött be hawaii esküvőjükön.
Arlene Warren több alkalommal Gillian Anderson dublőre is volt az X-akták forgatásain. A későbbiekben Walter Skinner titkárnőjeként jelent meg a sorozatban, ott is Arlene néven szerepelt.
A színész az X-akták című sorozatban, Walter Skinner FBI-igazgatóhelyettes szerepével vált ismertté, melyet kilenc évadon át alakított. 2005-től 2009-ig a Csillagkapu: Atlantisz epizódjaiban folytatta televíziós pályafutását, mint Steven Caldwell ezredes. 2008-ban vendégszerepelt az Odaát egy epizódjában. Majd 2010 szeptemberétől Samuel Campbellt, a főszereplő Winchester-testvérek nagyapját alakította.

## Filmográfia

### Film
| Év   | Magyar cím                           | Eredeti cím                               | Szerep                       | Magyar hang        |
| ---- | ------------------------------------ | ----------------------------------------- | ---------------------------- | ------------------ |
| 1982 |                                      | Mongrel                                   | Woody                        |                    |
| 1987 | Bunyó háromkor                       | Three O'Clock High                        | Duke Herman                  |                    |
| 1987 | Bosszúvágy 4. – Véres leszámolás     | Death Wish 4: The Crackdown               | művezető                     |                    |
| 1988 | Az élőholtak visszatérnek 2.         | Return of the Living Dead Part II         | őrmester                     |                    |
| 1989 | Sokkoló                              | Shocker                                   | Horace Pinker                | Bajomi Nagy György |
| 1991 | Villamosszék Kft.                    | Guilty as Charged                         | Dominique                    | Megyeri János      |
| 1992 | Elemi ösztön                         | Basic Instinct                            | belügyi nyomozó              | Barbinek Péter     |
| 1994 | Veszélyes érintés                    | Dangerous Touch                           | Vince                        |                    |
| 1994 | Pat, a rejtélyes                     | It's Pat                                  | őr a koncerten               |                    |
| 1995 | Vámpír Brooklynban                   | Vampire in Brooklyn                       | Tony, a bérgyilkos           | Hankó Attila       |
| 1995 | Vámpír Brooklynban                   | Vampire in Brooklyn                       | Tony, a bérgyilkos           | Varga T. József    |
| 1998 | X-akták – Szállj harcba a jövő ellen | The X-Files                               | Walter Skinner               | Rosta Sándor       |
| 2000 | Zsaru pánikban                       | Gun Shy                                   | Dexter Helvenshaw DEA-ügynök | Barbinek Péter     |
| 2007 | Filmbarát                            | Man in the Chair                          | Floyd                        |                    |
| 2008 | X-akták: Hinni akarok                | The X-Files: I Want to Believe            | Walter Skinner               | Rosta Sándor       |
| 2008 | Isteni szikra                        | Flash of Genius                           | Macklin Tyler                | Imre István        |
| 2010 |                                      | Woodshop                                  | Miller                       |                    |
| 2015 |                                      | The Girl In The Photographs               | Porter seriff                |                    |
| 2017 | Transformers: Az utolsó lovag        | Transformers: The Last Knight             | TRF csapatvezető             |                    |
| 2019 |                                      | Polaroid                                  | Pembroke seriff              |                    |
| 2021 | Az árulás csapdájában                | American Traitor: The Trial of Axis Sally | John Kelley                  | Varga T. József    |

## További információ
- Mitch Pileggi a PORT.hu-n (magyarul)
- Mitch Pileggi az Internetes Szinkronadatbázisban (magyarul)
- Mitch Pileggi az Internet Movie Database-ben (angolul)
- Mitch Pileggi a Rotten Tomatoeson (angolul)